# (13654) Masuda
Pour les articles homonymes, voir Masuda (homonymie).
(13654) Masuda est un astéroïde de la ceinture principale.

## Description
(13654) Masuda est un astéroïde de la ceinture principale. Il fut découvert le 9 février 1997 à Chichibu par Naoto Satō. Il présente une orbite caractérisée par un demi-grand axe de 2,24 UA, une excentricité de 0,01 et une inclinaison de 4,4° par rapport à l'écliptique.

## Compléments